# Elias-Fela Solis
Elias-Fela Solis – jednostka osadnicza w Stanach Zjednoczonych, w stanie Teksas, w hrabstwie Starr.